# 竹荪甲素

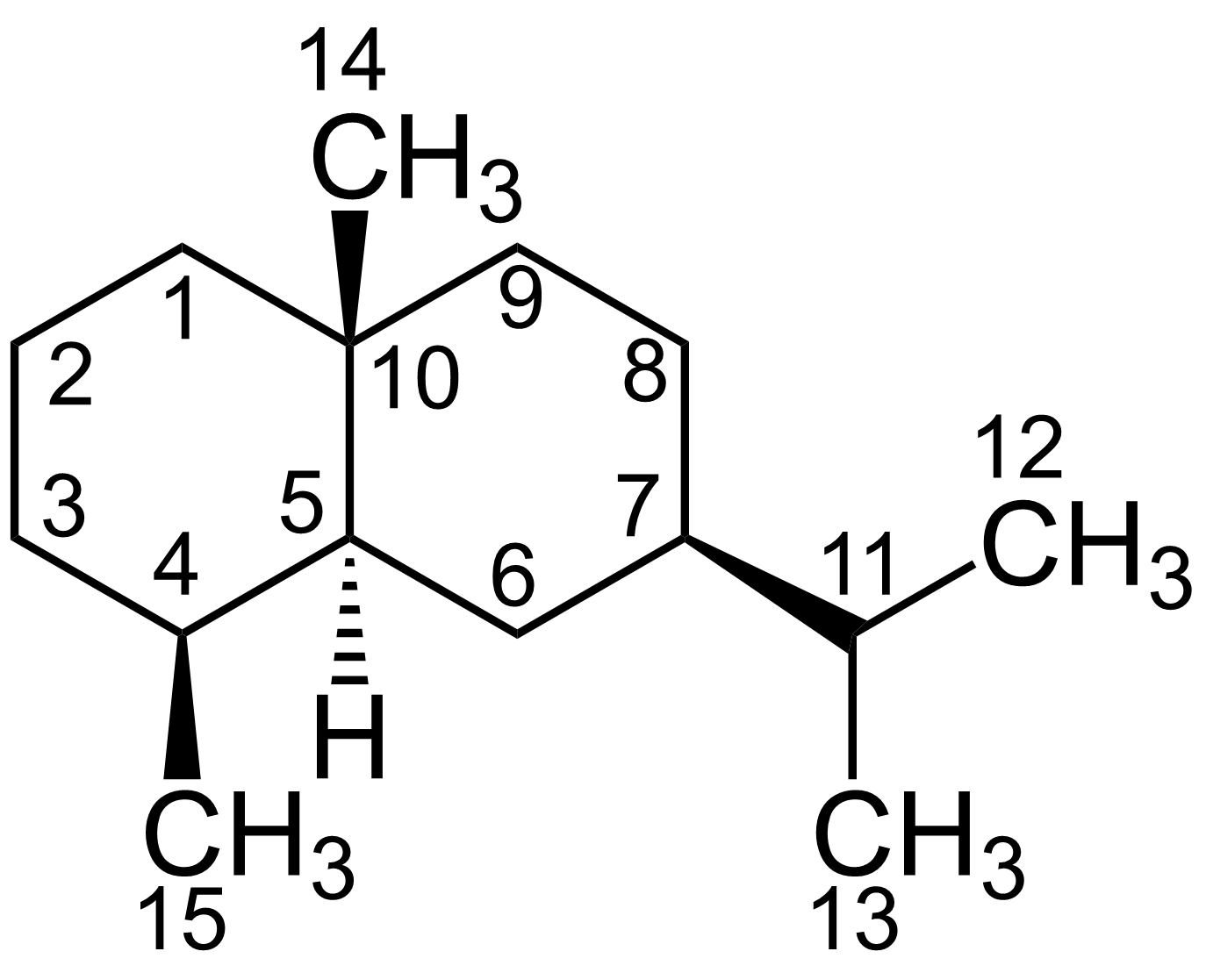
，竹荪甲素的母结构

竹荪甲素（英語：dictyophorine A，也译为竹荪灵A、竹荪素A）是一种有机化合物，属桉叶烷型倍半萜，化学式C15H20O2，存在于長裙竹蓀等物种中，它可通过乙酸乙酯提取并通过Rp-18反相柱进行柱层析得到。研究者发现其在小鼠身上具有促进星形胶质细胞合成神经生长因子（NGF）作用。